# Deacetoksivindolin 4-hidroksilaza
Deacetoksivindolin 4-hidroksilaza (EC 1.14.11.20, desacetoksivindolinska 4-hidroksilaza, desacetioksivindolin-17-hidroksilaza, D17H, desacetoksivindolin,2-oksoglutarat:kiseonik oksidoreduktaza (4beta-hidroksilacija)) je enzim sa sistematskim imenom deacetoksivindolin,2-oksoglutarat:kiseonik oksidoreduktaza (4beta-hidroksilacija). Ovaj enzim katalizuje sledeću hemijsku reakciju
deacetoksivindolin + 2-oksoglutarat + O2 {\displaystyle \rightleftharpoons } deacetilvindolin + sukcinat + CO2
Za rad ovog enzima se neophodni Fe2+ i askorbat. On takođe deluje na 3-hidroksi-16-metoksi-2,3-dihidrotabersonin i u manjoj meri na 16-metoksi-2,3-dihidrotabersonin.

## Literatura
- Nicholas C. Price; Lewis Stevens (1999). Fundamentals of Enzymology: The Cell and Molecular Biology of Catalytic Proteins (Third изд.). USA: Oxford University Press. ISBN 019850229X.
- Eric J. Toone (2006). Advances in Enzymology and Related Areas of Molecular Biology, Protein Evolution (Volume 75 изд.). Wiley-Interscience. ISBN 0471205036.
- Branden C; Tooze J. Introduction to Protein Structure. New York, NY: Garland Publishing. ISBN 0-8153-2305-0.
- Irwin H. Segel. Enzyme Kinetics: Behavior and Analysis of Rapid Equilibrium and Steady-State Enzyme Systems (Book 44 изд.). Wiley Classics Library. ISBN 0471303097.
- William P. Jencks (1987). Catalysis in Chemistry and Enzymology. Dover Publications. ISBN 0486654605.

## Spoljašnje veze
- Deacetoxyvindoline+4-hydroxylase на 